# Ditassa caucana
Ditassa caucana là một loài thực vật có hoa trong họ La bố ma. Loài này được Pittier mô tả khoa học đầu tiên năm 1910.